# 기피
기피는 어떠한 대상을 가까이 하고 싶지 않고, 선호하지 않는 감정을 말한다. 이러한 기피는 '피한다'는 개념이 더욱 두드러진 감정이다.

## 민사소송법상 법관의 기피
법률상 정해진 제척이유 이외의 재판의 공정을 기대하기 어려운 사정이 있는 경우에 당사자의 신청에 의하여 비로소 법관이 직무집행에서 배제되는 것을 뜻한다.기피이유로는 법관에게 공정한 재판을 기대하기 어려운 사정이나 객관적 사정이 있다.

##### 공정한 재판을 기대하기 어려운 사정
통상인의 판단으로서 법관과 사전과의 관계에서 편파적이고 불공정한 재판을 하지 않을까 하는 염려를 일으킬 객관적 사정이 있다. 판례는 "통상인의 판단으로서 법관과 사건과의 관계에서 편파적이고 불공평한 재판을 하지 않을까 하는 염려를 일으킬 객관적 사정을 가리킨다."

### 기피 긍정사례
예를 들어 당사자와 애정, 우정, 친척관계 라던가 소송대리인 변호사와의 친한 관계 등이 문제될 수 있다.

### 기피 부정사례
기일 연기신청을 각하하거나 자기의 증거 신청을 각하하는 등 소송지휘에 불만이 있는 경우, 재판장의 변경에 따라 당사자 한 쪽이 소송대리인을 교체하는 경우，같은 종류의 사건에 관하여 판결을 한 일이 있는 경우， 법률의 해석에 관한 견해를 발표한 일이 있는 경우.

### 법관에 대한 기피신청과 본안절차정지에 관한 하자치유의 문제
- 판례는 절차 정지 중에 변론을 종결하고 종국판결을 한 후 기피신청이 이유없음이 확정된 경우 원심의 원판결 선고가 민사소송법 제48조 단서의 경우에 해당하지 아니하여 위법한 것이라 하더라도 기피신청을 당한 법관이 그 기피신청에 대한 재판이 확정되기 전에 한 판결은 그 후 그 기피신청이 이유없는 것으로 배척되고 그 결정이 확정되는 때에는 유효한 것으로 된다[6]

- 기피신청에 대한 각하결정 전에 이루어진 변론기일의 진행 및 위 각하 결정이 당사자에게 고지되기 전에 이루어진 변론기일의 진행은 모두 민사소송법 제48조의 규정을 위반하여 쌍방불출석의 효과를 발생시킨 절차상 흠결이 있고, 특별한 사정이 없는 이상, 그 후 위 기피신청을 각하하는 결정이 확정되었다는 사정만으로 민사소송법 제48조의 규정을 위반하여 쌍방불출석의 효과를 발생시킨 절차 위반의 홈결이 치유된다고 할 수 없다[7]

## 형사소송법상 법관의 기피
|                                                                  |
| 형사소송법                                                       |
| 이념과 구조                                                      |
| 무죄 추정의 원칙 · 자백배제법칙 · 전문법칙                       |
| 증거보전청구권 · 형사보상청구권 · 독수독과이론                   |
| 실체적 진실주의 · 적정절차 · 신속한 재판의 원칙                  |
| 진술거부권 · 접견교통권 · 증거개시제도                           |
| 열람등사권 · 위법수집증거배제법칙                                |
| 법원                                                             |
| 제척 · 기피 · 회피 관할 · 이송 · 법관                            |
| 피고인과 변호인                                                  |
| 피고인 ·변호인 · 성명모용자 · 공동피고인 국선변호인 · 법정대리인 |
| 검사                                                             |
| 기소독점주의 · 검사 동일체의 원칙                                |
| 수사                                                             |
| 함정수사 · 불심검문 · 임의동행 · 동행요구 · 사법경찰관           |
| 구속                                                             |
| 구속영장 · 체포영장                                              |
| 증거법                                                           |
| 정황증거 · 전문증거 · 진술조서 · 진술서 · 실황조사서 · 검증조서  |
| 진술 · 증인                                                      |
| 재판                                                             |
| 공소장 · 공소장일본주의                                          |
| 고소 · 고발 · 고소불가분의 원칙 · 자수                           |
| 상소                                                             |
| 항소, 상고 & 비상상고                                            |
| 다른 7법 영역                                                    |
| 헌법 · 민법 · 형법                                               |
| 민사소송법 · 형사소송법 · 행정법                                 |
| 포털: 법 · 법철학 · 형사정책                                     |
| v • d • e • h                                                    |

법관에 대한 기피신청이 있는 경우에 형사소송법 제22조에 의하여 정지될 소송진행에는 판결 선고는 포함되지 아니하는 것이고, 그와 같이 이미 종국판결이 선고되어 버리면 그 담당재판부를 사건 심리에서 배제하고자 하는 기피신청은 그 목적의 소멸로 재판을 할 이익이 상실되어 부적법하게 된다.

### 판례
- 피고인들에 대한 구속기간이 만료되기 불과 24일 가량을 앞둔 제1심 제8회 공판기일에 피고인들과 변호인들이 제1심법원에 대하여 기피신청을 하였음에도 불구하고 제1심법원이 소송진행을 정지하지 아니하고 그대로 진행한 조치를 정당하다고 본 원심의 판단은 정당하다[9]

### 일본판례
법관의 기피는 법관이 당해 사건의 절차 외의 요인에 의하여 그 사건에 대하여 공평하고 객관적인 심판을 기대할 수 없는 경우에만 인정되며 그 절차 내에 있어서의 심리의 방법, 태도 등은 그것만으로는 기피의 원인이 되지 않는 것이며, 이에 대하여는 이의, 상소 등이 불복신청방법에 의하여 구제받지 않을 수 없다

## 참고 자료
- 조상희, 『법학전문대학원 민사소송법 기본강의』. 한국학술정보(주), 2009. ISBN 978-89-534-2307-7

1. ↑  민사소송법 43조
2. ↑  92마783
3. ↑  대결 1992.12.30， 92마783
4. ↑  대결 1993.6.22， 93재누97
5. ↑  대결 1982.11.5， 82마637
6. ↑  78다1242
7. ↑  대판 2010.2.11.2009다 78467，78474
8. ↑  94모77
9. ↑  대판 1990.6.8, 90도646
10. ↑  일본최고재판소 1973. 10. 8. 형집 27-9, 1415

## 같이 보기
- 혐오
- 대한민국 민사소송법 제48조
- 대한민국 형사소송법 제22조